# Dysmas de Lassus
Michel de Lassus Saint-Genies, mais conhecido sob o nome de Dysmas Lassus, nascido 30 de março de 1956, é um monge católico francês, ministro geral dos Cartuxos desde 2014. 

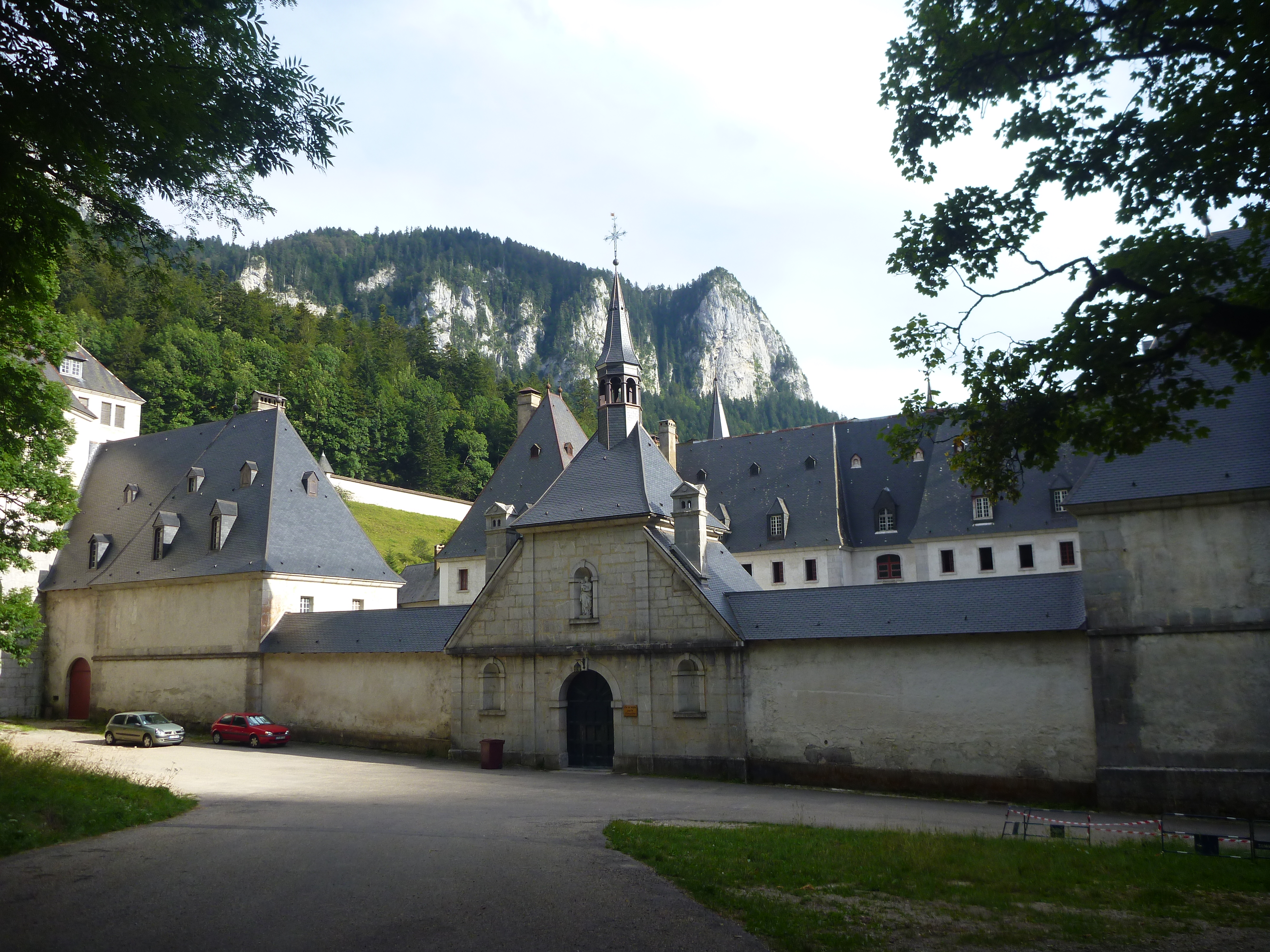
Entrada do Grande Chartreuse.

Dom Dysmas de Lassus, nascido Michel de Lassus Saint-Geniès em 30 de março de 1956, é um monge católico francês e atual Prior Geral da Ordem dos Cartuxos.
Biografia
Michel de Lassus é filho de Arnaud de Lassus, engenheiro-chefe de engenharia marítima e fundador da Action Familiale et Scolaire, além de ser um membro importante da Cité Catholique. Ele tem seis irmãos, incluindo uma irmã que se tornou carmelita no convento de Créteil sob o nome religioso de Irmã Aude da Virgem Maria.
Michel entrou na Ordem dos Cartuxos aos 20 anos e adotou o nome religioso de Dysmas, em homenagem ao Bom Ladrão do Evangelho. Em 1990, foi designado mestre de noviços da Grande Chartreuse e, em 2012, foi eleito prior da Cartuxa de Portes.
Em 3 de novembro de 2014, foi eleito Prior Geral pelos monges da Grande Chartreuse, posição confirmada em 7 de novembro pelos Padres Priores das Cartuxas. Com isso, tornou-se o sucessor de São Bruno como líder da Ordem dos Cartuxos, sucedendo Dom François-Marie Velut, que renunciou por motivos de saúde.
Obra e contribuições
Dom Dysmas participou da redação do livro do cardeal Robert Sarah, intitulado La Force du silence, contre la dictature du bruit, publicado em outubro de 2016, em colaboração com Nicolas Diat.
Em março de 2020, lançou o livro Risques et dérives de la vie religieuse, publicado pela Éditions du Cerf. A obra apresenta reflexões e diagnósticos sobre os riscos associados a práticas espirituais inadequadas e à governança em comunidades religiosas. O prefácio foi escrito por José Rodríguez Carballo, secretário da Congregação para os Institutos de Vida Consagrada e Sociedades de Vida Apostólica.
Atualidade
Em março de 2023, Dom Dysmas anunciou que a empresa responsável pela produção do licor Chartreuse reduziria seu crescimento. A decisão visou promover a sustentabilidade ambiental e preservar a saúde física e espiritual dos monges envolvidos na produção.

## Publicações
- Formation d’un jeune Père-Maître, La Grande Chartreuse, 1990, 41 p.
- Remarques sur la tâche du Père-Maître, La Grande Chartreuse, 1997, 36 p.
- Avec Augustin Devaux et al., Le Projet de graduel de chœur, La Grande Chartreuse, 1997, 153 p.
- Risques et dérives de la vie religieuse (préf. José Rodríguez Carballo), Le Cerf, 2020, 446 p.